# Liste der Naturdenkmäler im Bezirk Lienz
Die Liste der Naturdenkmäler im Bezirk Lienz listet alle als Naturdenkmal ausgewiesenen Objekte im Bezirk Lienz (Osttirol) im Bundesland Tirol auf. Unter den 44 Naturdenkmälern befindet sich eine hohe Anzahl an Sommer- und Winter-Linden sowie zahlreiche Lärchen und Ahorne. Des Weiteren befinden sich Baumgruppen, ein Park, Gewässerstrecken, Teiche und ein Hochmoor unter den Naturdenkmälern. Die erste Unterschutzstellung erfolgte im Jahr 1931, die letzte im Jahr 2014.

## Naturdenkmäler
| Foto |                 | Name                                                   | ID      | Standort                                                                        | Beschreibung | Fläche | Datum |
| ---- | --------------- | ------------------------------------------------------ | ------- | ------------------------------------------------------------------------------- | --- | ------ | ----- |
| 1    | Datei hochladen | Dorflinde am Platz vor dem Musikpavillon               | ND_7_21 | Abfaltersbach KG: Abfaltersbach GrStNr: 883 Standort                            | Die geschützte Winter-Linde prägt das Ortsbild von Abfaltersbach und steht vor dem Musikpavillon. Um den Stamm wurde eine Parkbank errichtet. |        | 1965  |
| 1    | Datei hochladen | Linde bei der Kirche in Abfaltern                      | ND_7_25 | Abfaltersbach KG: Abfaltersbach GrStNr: 811 Standort                            | Die Sommer-Linde steht neben der Pfarrkirche zum Heiligen Andreas in Abfaltern. Sie wurde gemeinsam mit der rund einen Kilometer entfernten Winter-Linde in Geselhaus unter Schutz gestellt. |        | 1969  |
| 1    | Datei hochladen | Linde in Geselhaus                                     | ND_7_25 | Abfaltersbach KG: Abfaltersbach GrStNr: 199 Standort                            | Die Winter-Linde befindet sich neben einem Brunnen nahe einer Bahnunterführung der Pustertalbahn im Ortsteil Geselhaus. Es handelt sich hierbei um einen Zwiesel mit zwei gleichberechtigten Stämmlingen mit einem erkennbaren Blitzschaden am Stamm und einem zusätzlichen, überwallten Stammriss. Die Winter-Linde wurde gemeinsam mit der Sommer-Linde in Abfaltern unter Schutz gestellt. |        | 1969  |
| 0 BW | Datei hochladen | Baumgruppe beim sog. Bierkeller                        | ND_7_17 | Ainet KG: Ainet Standort                                                        | Die Baumgruppe befindet sich bei einem unterirdischer Felsenkeller am Hangfuß des Iseltales unter einem großen Felssturz am Nordrand des Ortes. Die Baumgruppe besteht aus mehreren Bergahornbäumen, Fichten, sowie Sommer- und Winterlinden. Die Baumgruppe bestand ursprünglich aus mehr Bäumen als heute, jedoch mussten mehrere Bäume nach einem Felssturz im Jahr 1966 gefällt werden. Insbesondere die Linden erreichen eine Höhe von bis zu 30 Metern. |        | 1962  |
| 1    | Datei hochladen | Alter See                                              | ND_7_31 | Amlach KG: Amlach GrStNr: 497/2; 489/2; 491 Standort                            | Der Alte See liegt westlich des Tristacher Sees auf 830 m ü. A. und ist rund 140 m lang und 50 m breit. Seggenpolster bilden mehrere kleine Inseln. An der Westseite schließt sich ein ausgedehntes Verlandungsmoor mit Schwingrasen an. An den Uferbereichen findet sich eine reiche Vegetation mit mehr als 70 Arten von Blütenpflanzen und zwei seltenen Schachtelhalmarten, der angrenzende Wald beherbergt eine vielfältige Gehölzflora, die durch die unterschiedlichen Gesteine im Untergrund bedingt ist. |        | 1977  |
| 1    | Datei hochladen | Winterlinde am Dorfplatz                               | ND_7_53 | Amlach KG: Amlach GrStNr: 389 Standort                                          | Die über 25 m hohe, schön gewachsene Winterlinde beherrscht den Dorfplatz von Amlach. Aufgrund von Schnittmaßnahmen hat die Krone etwas von ihrer ursprünglichen Ausbreitung eingebüßt. Der Baum weist einen reichen Mistelbewuchs auf. Die Linde gilt als Wahrzeichen von Amlach und findet sich in stilisierter Form im Gemeindewappen wieder. |        | 1964  |
| 0 BW | Datei hochladen | Schluchtstrecke „Klammbrückl“ des Galitzenbaches       | ND_7_47 | Amlach KG: Amlach Standort                                                      | Das Naturdenkmal liegt im Landschaftsschutzgebiet Kerschbaumeralmtal und Galitzenbachgraben und umfasst eine rund 80 m lange und 33 m tiefe Schluchtstrecke des Galitzenbaches unter- und oberhalb der Klammbrücke. An den steilen Felsflanken liegen Gesteinsaufschlüsse frei, die bis in die Trias reichen. Die Umgebung ist mit einer feuchteliebenden Schluchtwaldflora bewachsen. |        | 1995  |
| 0 BW | Datei hochladen | Linde am Platz vor dem ehemaligen Pflegschaftsgebäude  | ND_7_19 | Anras, Anras 45 KG: Kosten GrStNr: 2 Standort                                   | Die Sommerlinde steht auf einer kleinen Rasenfläche zwischen dem Friedhof der Pfarrkirche und dem ehemaligen brixnerischen Pfleggerichtshaus. Die Linde hat einen auffälligen, weit verzweigten oberirdischen Wurzelteller, einen kurzen dicken Stamm und eine weit ausladende Krone, die den ganzen Platz beschattet. |        | 1964  |
| 1    | Datei hochladen | Esche an der Pustertaler Höhenstraße                   | ND_7_44 | Assling KG: Kosten Standort                                                     | Die landschaftsprägende Esche steht an einer Geländekante gegenüber der Kostenkapelle auf 1437 m ü. A. Der Stamm wurde mehrmals durch von der Straße abkommende Fahrzeuge beschädigt, was zu einer Morschung geführt hat. Dennoch hat die Esche ihre ausladende Krone erhalten, die jetzt gesichert wird. |        | 1992  |
| 1    | Datei hochladen | Esche in Schrottendorf                                 | ND_7_46 | Assling KG: Schrottendorf Standort                                              | Die hohe Esche mit Doppelstamm steht vor dem Erbhof Bacher (1625) in Schrottendorf. Der sehr alte Baum wurde eingekürzt und mit zwei Kronenvergurtungen gesichert. |        | 1995  |
| 1    | Datei hochladen | Ahorn vor der Kapelle in Thal-Aue                      | ND_7_11 | Assling KG: Thal Standort                                                       | Der Bergahorn neben der Josefskapelle hat einen mächtigen Wurzelstock und einen Stamm mit einem Umfang von fast 4 m. Die 20 m hohe Krone ist stark verzweigt, weit ausladend und aufgrund der schattigen Lage stark mit Moos bewachsen. |        | 1962  |
| 1    | Datei hochladen | Zwei Winterlinden in der KG Stribach                   | ND_7_51 | Dölsach KG: Stribach GrStNr: 45/18 Standort                                     | Die beiden Winterlinden links und rechts des St.-Oswald-Bildstocks in Stribach sind rund 21 m hoch. Beide Bäume haben ein dichtes Astwerk, darunter zahlreiche sogenannte Schleppen, stark nach unten hängende Schwachäste. |        | 2001  |
| 1    | Datei hochladen | Eiche in Untergaimberg                                 | ND_7_10 | Gaimberg KG: Untergaimberg GrStNr: 279 Standort                                 | Die mächtige Stieleiche steht am Hangfuß östlich von Lienz. Der Stamm hat einen Umfang von mehr als 6 m, er teilt sich in rund 2 m Höhe in zwei Stämmlinge, die mit Starkästen verwachsen sind. Die Krone ist über 25 m hoch und ebenso breit. |        | 1962  |
| 1    | Datei hochladen | Sinkersee                                              | ND_7_52 | Innervillgraten KG: Innervillgraten GrStNr: 1635 Standort                       | Der Sinkersee ist ein nur wenige Quadratmeter großer, von Hangquellen gespeister Quellsee. Er ist von einem feuchten Moorwald umgeben, in dem verschiedene Moose (Torfmoose, Sternmoose), Schwarzbeeren, Preiselbeeren und stacheliger Wacholder wachsen. Zum Schutz vor Weidevieh wurde das Naturdenkmal mit traditionellen Holzzäunen umfriedet. |        | 2004  |
| 1    | Datei hochladen | Zirbenbaum in Kalkstein                                | ND_7_01 | Innervillgraten KG: Innervillgraten GrStNr: 2197 Standort                       | Die geschützte Zirbe ist die letzte von ursprünglich fünf, die um das Widum der Wallfahrtskirche Maria Schnee in Kalkstein standen. Der Baum hat eine für seine Art sehr große Höhe von rund 25 m und einen Stammumfang von über 3 m. In rund 6 m Höhe zweigen vom astreinen Stamm bogenförmig Starkäste ab. |        | 1931  |
| 1    | Datei hochladen | Feuchtgebiet Zwischenberger Lacke                      | ND_7_43 | Iselsberg-Stronach KG: Stronach GrStNr: 485/1 Standort                          | Das Verlandungsmoor liegt auf 1470 m ü. A. nordöstlich des Zwischenberger Sattels nahe der Grenze zu Kärnten und umfasst den flachen Graben, der sich von der Passhöhe durch eine Mulde nach Osten senkt. Das Moor besteht aus einem verlandeten See, der von Grauerlen mit eingestreuten Fichten umgeben ist. Die noch vorhandene offene Wasserfläche von rund 600 m² ist nahezu völlig mit dem Teichschachtelhalm zugewachsen. Das Moor bietet einen Lebensraum für verschiedene Amphibien, wie den Bergmolch oder den Grasfrosch. |        | 1992  |
| 0 BW | Datei hochladen | Linde beim Wallnighof                                  | ND_7_56 | Iselsberg-Stronach KG: Iselsberg GrStNr: 390/3 Standort                         | Die landschaftsprägende Sommerlinde steht neben dem Wallnighof an der Gemeindestraße auf einer Höhe von 1243 m ü. A. Sie weist eine Höhe von rund 29 m und einen Umfang von maximal 3,6 m auf. |        | 2014  |
| 1    | Datei hochladen | Schleierwasserfall, Staniskabach                       | ND_7_24 | Kals am Großglockner KG: Kals Standort                                          | Der Schleierwasserfall wird vom Staniskabach gebildet und befindet sich an der linken Talseite des Kalsertales südlich des Weilers Haslach an der Kalser Straße. Der Steilabfall des Staniskabaches ist von dichtem Wald umgeben, wobei der Name des Schleierwasserfalls von den zerstäubenden Wassermassen stammt, die insbesondere im Frühjahr aus der Schobergruppe über den Staniskabach abfließen. |        | 1967  |
| 0 BW | Datei hochladen | Wacholdergruppen und Baumwacholderhain in Forcha       | ND_7_34 | Lavant KG: Lavant GrStNr: 594 Standort                                          | Auf dem Schuttkegel des Frauenbaches hat sich ein artenreicher Trockenwald gebildet. Dieser umfasst einen relativ großen Bestand von Baumwacholder, einer abweichenden Wuchsform des gemeinen Wacholders, der hier bis zu 4 m hoch wird. Am daneben liegenden Gewässer, der Auenlaue, wachsen auch feuchteliebende Pflanzen. |        | 1986  |
| 1    | Datei hochladen | Linde vor der Angerburg                                | ND_7_09 | Lienz KG: Lienz GrStNr: 187/1 Standort                                          | Die mehrstämmige Winterlinde beschattet den ganzen Platz vor der Angerburg. Sie wurde bereits in den 1980er Jahren baumpflegerisch saniert. |        | 1962  |
| 1    | Datei hochladen | Linde vor dem Klösterle                                | ND_7_08 | Lienz KG: Lienz GrStNr: 1832 Standort                                           | Die 20 m hohe Winterlinde mit symmetrischer Krone steht zusammen mit einem Brunnen und einem Freiheitskämpferdenkmal vor dem Dominikanerinnenkloster. |        | 1962  |
| 1    | Datei hochladen | Rotföhre am Taleracker                                 | ND_7_15 | Lienz KG: Lienz GrStNr: 1840 Standort                                           | Die Rotföhre am südlichen Drauufer kurz vor der Einmündung der Isel ist mehr als 20 m hoch und hat einen fast 1 m dicken Stamm. Dieser steht leicht schräg und weist nur in der oberen Hälfte Äste auf, die Durchmesser von teilweise mehreren Dezimetern besitzen und die für alte Kiefern typische schirmförmige Krone bilden. Ihr Alter wurde auf 280 Jahre geschätzt. |        | 1962  |
| 1    | Datei hochladen | Esche am Nußdorferweg in Lienz                         | ND_7_36 | Lienz KG: Lienz GrStNr: 1475 Standort                                           | Die alte Esche weist einen Stammumfang von knapp 5 m auf. Obwohl der Stamm mittlerweile innen komplett hohl ist, versorgt sich der Baum weiterhin über die intakten Leitungsbahnen im äußersten Stammbereich. |        | 1990  |
| 1    | Datei hochladen | Ahorne vor der Stadtpfarrkirche St. Andrä              | ND_7_06 | Lienz KG: Patriasdorf GrStNr: 1886 Standort                                     | Von ursprünglich fünf großen Ahornen in der Grünfläche vor der Friedhofsmauer der Stadtpfarrkirche St. Andrä sind drei Bäume, zwei Bergahorne und ein Silberahorn, erhalten. Alle drei Bäume weisen ein ähnliches Erscheinungsbild mit sehr starken, weit ausgebreiteten Ästen auf. |        | 1962  |
| 0 BW | Datei hochladen | Linde bei der Stadtpfarrkirche St. Andrä               | ND_7_42 | Lienz KG: Patriasdorf GrStNr: 1728 Standort                                     | Die mächtige, rund 30 m hohe Winterlinde steht weithin sichtbar am östlichen Aufgang zum Friedhof und zur Stadtpfarrkirche St. Andrä. |        | 1992  |
| 1    | Datei hochladen | Linde vor der Michaelskirche                           | ND_7_07 | Lienz KG: Patriasdorf GrStNr: 1729 Standort                                     | Die Winterlinde bei der Michaelskirche ist über 20 m hoch und hat einen Kronendurchmesser von ebenfalls rund 20 m. |        | 1962  |
| 1    | Datei hochladen | Park bei Schloss Bruck                                 | ND_7_05 | Lienz KG: Patriasdorf GrStNr: 460 Standort                                      | Der Park von Schloss Bruck beherbergt zahlreiche stattliche alte Bäume, darunter eine 27 m hohe Stieleiche mit einem Stammumfang von 4,35 m, eine 34 m hohe Weißtanne, eine Rotbuche, Linden und einen Bergahorn. Eine mehr als 400 Jahre alte Sommerlinde mit einem Stammumfang von fast 6 m musste im Juni 2014 gefällt werden. |        | 1935  |
| 1    | Datei hochladen | Bergahorn am „Wasserrain“, nahe der Felbertauernstraße | ND_7_49 | Lienz KG: Patriasdorf GrStNr: 377/1 Standort                                    | Der rund 200 Jahre alte Bergahorn am „Poetensteig“ neben der Isel weist eine Höhe von rund 25 m und einen Stammumfang an der Basis von 3,5 m auf. |        | 1996  |
| 0 BW | Datei hochladen | Drei Lärchen am Schlossberg Weißenstein                | ND_7_33 | Matrei in Osttirol KG: Matrei in Osttirol Land Standort                         | Die drei Lärchen befinden sich an der Nordseite des Berges, auf dem sich das Schloss Weißenstein befindet. In einem Mischwald aus Fichten, Buchen, Ahorn und auch Lärchen wurden die drei Lärchen am nördlichen Steilhang des Schlossberges als Naturdenkmal ausgewiesen. Die Bäume sich jeweils zwischen 30 und 40 Meter hoch, wobei die unterste Lärche über einen kurzen, mehrere Meter dicken Hauptstamm verfügt, der sich in drei weitere hohe Stämme verzweigt. |        | 1986  |
| 0 BW | Datei hochladen | Lärche „Bergerweg“                                     | ND_7_50 | Matrei in Osttirol KG: Matrei in Osttirol Land Standort                         | Die Lärche am sogenannten Bergerweg befindet sich in rund 1350 Metern Höhe am Weg von Berg auf die Raneburger Alm. Der Baum weist einen Stammumfang von fast 9 Meter und eine Höhe von knapp 40 Meter auf, das Alter wird auf 400 Jahre geschätzt. In einer Höhe von rund 10 Metern verzweigt sich die Lärche zu einem Zwiesel und einem mächtigen Starkast, der säbelförmig vom Stamm wegwächst. |        | 2001  |
| 1    | Datei hochladen | Lärchenbestand im Zedlacher Paradies                   | ND_7_28 | Matrei in Osttirol KG: Matrei in Osttirol Land Standort                         | Das Zedlacher Paradies befindet sich oberhalb des Ortes Zedlach. Der Zedlacher Wald erstreckt sich dabei in einer Höhe zwischen 1300 und 1700 Metern und entstand als Lärchenweide. Diese einzige Lärchenweide Osttirols verdankt ihr Entstehen dem Umstand, dass die Zedlacher Alm auf Grund ihrer Höhenlage erst spät im Jahr bestoßen werden konnte und das Vieh bis dahin im Lärchenwald weidete. So entstanden einzelne oder in kleinen Gruppen stehende Lärchen, während das übrige Weideland vom Bewuchs freigehalten wurde. Die Lärchen im Zedlacher Paradies weisen einen Umfang von bis über vier Meter und eine besondere Flechtenflora auf. |        | 1973  |
| 0 BW | Datei hochladen | Nörsacher Teich                                        | ND_7_40 | Nikolsdorf KG: Nörsach GrStNr: 594 Standort                                     | Das kleine Feuchtgebiet liegt am Kärntner Tor direkt an der Landesgrenze. Es besteht aus einem Teich, einer mit Rohrkolben bewachsenen Verlandungszone und einem östlich anschließenden kleinen Auwald. Das Feuchtgebiet ist von einem dichten Baum- und Buschbestand aus Grauerlen, Weiden, Holunder und Springkraut umgeben. |        | 1991  |
| 1    | Datei hochladen | Linde bei der Helenenkirche in Oberdrum                | ND_7_04 | Oberlienz KG: Oberdrum Standort                                                 | Die Winter-Linde befindet sich auf einer Geländekuppe oberhalb von Oberlienz auf 1279 m Seehöhe auf einem Platz vor der Helenenkirche. Während der Hauptstamm der Linde komplett hohl ist, verläuft der Baum ab einer Höhe von rund fünf Metern zweistämmig. Es wird vermutet, dass der hohle Stamm durch das Ausbrechen eines Stämmlings verursacht wurde, weshalb auch die Krone einseitig gebildet ist. |        | 1933  |
| 0 BW | Datei hochladen | Linde neben dem Gemeindezentrum                        | ND_7_41 | Oberlienz KG: Oberdrum Standort                                                 | Die Linde wurde im Jahr 1912 anlässlich der Eröffnung des alten Schulhauses gepflanzt. Sie befindet sich heute neben dem neu errichteten Gemeindezentrum von Oberlienz und wurde in die Gestaltung einer Grünfläche einbezogen. Die Linde umfasst einen Zwiesel, der sich in vier Stämmlinge mit weit ausladenden Ästen verzweigt. Ein ebenfalls zu dieser Zeit gepflanzter Lindenbaum beim Friedhof wurde nicht in das Naturdenkmal einbezogen. |        | 1991  |
| 0 BW | Datei hochladen | Bergahorn                                              | ND_7_45 | Obertilliach KG: Obertilliach GrStNr: 20 Standort                               | Der mächtige Bergahorn am Rande eines Gastgartens hat symmetrisch angeordnete Stämmlinge und weit ausladende Äste. Der Baum weist eine Höhe von über 20 m, einen Stammumfang von 3,6 m und ein geschätztes Alter von mehr als 100 Jahren auf. |        | 1994  |
| 0 BW | Datei hochladen | Moore bei der Essener-Rostocker-Hütte                  | ND_7_30 | Prägraten am Großvenediger KG: Prägraten Standort                               | Der Moorkomplex liegt auf rund 2200 Metern oberhalb der Waldgrenze neben der Essener-Rostocker-Hütte. Es handelt sich um sauer-mesotrophe Versumpfungsmoore, die sich nach dem Rückgang der Gletscher durch das erhöhte Wasserangebot direkt über mineralischem Untergrund bildeten. |        | 1975  |
| 1    | Datei hochladen | Wasserfälle im Umbaltal                                | ND_7_37 | Prägraten am Großvenediger KG: Prägraten Standort                               | Die Umbalfälle wurden von der Isel im Umbaltal geschaffen und stürzen ab einer Höhe von rund 1700 Metern in mehreren Stufen zu Tale. Die oberen Iselkatarakte befinden sich oberhalb einer Brücke über die Isel, wobei bis hierher auch ein Wasserschaupfad führt, der 1976 errichtet und nach Überschwemmungen 1985 neu angelegt wurde. Entlang der Umbalfälle hat sich ein Berg-Schluchtwald entwickelt, der neben Fichten und Lärchen auch feuchtigkeitsliebende Laubbäume wie Weiden, Ebereschen und Traubenkirschen umfasst. Heimisch sind hier auch Wasseramsel und Gebirgsstelze. Der Wasserstand der Isel ist auf Grund seiner Eigenschaften als Gletscherbach stark schwankend, weshalb der höchste Wasserstand im Sommer an Spätnachmittagen erreicht wird. |        | 1991  |
| 1    | Datei hochladen | Linde in Unterleibnig                                  | ND_7_14 | St. Johann im Walde, bei St. Johann im Walde 7 KG: St. Johann im Walde Standort | Die geschützte Winter-Linde befindet sich im Ortsteil Unterleibnig zwischen einem Bauernhaus und der denkmalgeschützten Kapelle zu den Sieben Schmerzen Mariens an der Felbertauernstraße. Ein Teil der Krone des Baumes ist ausgebrochen. |        | 1962  |
| 1    | Datei hochladen | Zwei Linden bei der Pfarrkirche in Sillian             | ND_7_12 | Sillian KG: Sillian GrStNr: 1; 18 Standort                                      | Das Naturdenkmal besteht aus zwei großen, weithin sichtbaren Winterlinden, von denen eine nördlich, eine südlich der Pfarrkirche von Sillian steht. Zwei weitere, ursprünglich zum Naturdenkmal gehörende Linden mussten bereits gefällt werden. |        | 1962  |
| 0 BW | Datei hochladen | „Brunner“ Fichte                                       | ND_7_55 | Strassen KG: Strassen GrStNr: 1325 Standort                                     | Die Baumgruppe befindet sich bei einem unterirdischer Felsenkeller am Hangfuß des Iseltales unter einem großen Felssturz am Nordrand des Ortes. Die Baumgruppe besteht aus mehreren Bergahornbäumen, Fichten, sowie Sommer- und Winterlinden. Die Baumgruppe bestand ursprünglich aus mehr Bäumen als heute, jedoch mussten mehrere Bäume nach einem Felssturz im Jahr 1966 gefällt werden. Insbesondere die Linden erreichen eine Höhe von bis zu 30 Metern. |        | 2008  |
| 1    | Datei hochladen | Linde im Gemeindepark                                  | ND_7_38 | Tristach KG: Tristach GrStNr: 589 Standort                                      | Die Winterlinde steht im Gemeindepark neben dem Peststöckl. Der gedrungene Baum hat einen kurzen Stamm und eine reich verzweigte, fast kugelige Krone, deren unterste Äste fast bis zum Boden hängen. |        | 1991  |
| 1    | Datei hochladen | Bergahorn unterhalb Widum                              | ND_7_54 | Virgen KG: Virgen Standort                                                      | Der geschützte Bergahornbaum (Acer pseudoplatanus) befindet sich unterhalb des Virger Widums an einem Parkplatz nahe einem Bildstock für die Heiligen Vigil, Florian und Notburga in rund 1180 m Seehöhe. Der Baum besitzt einen kurzen, verhältnismäßig dicken Stamm und ein geschlossenes Kronenbild. Die eingeschränkte Vitalität des Baumes ist vermutlich auf die später erfolgte Versiegelung und Verdichtung des Bodens (Parkplatz) zurückzuführen. |        | 2006  |
| 1    | Datei hochladen | Linde am Dorfplatz in Virgen                           | ND_7_29 | Virgen KG: Virgen Standort                                                      | Die mächtige Winterlinde (Tilia cordata) befindet sich im Ortszentrum von Virgen neben dem Friedhofstor in rund 1200 Metern Höhe. Trotz Schnittmaßnahmen an den Seitenästen hat die Linde bis heute einen intakten Mitteltrieb, was bei vergleichbaren Standorten selten ist. |        | 1974  |
| 1    | Datei hochladen | Lärchen-Zwilling in Mitteldorf                         | ND_7_27 | Virgen KG: Virgen Standort                                                      | Die uralte Lärche befindet sich an der südlichen Talseite des Virgentals einige Meter unterhalb des Fußweges von Mitteldorf nach Matrei in Osttirol an der Abzweigung eines Forstweges zu den Farrachwiesen. |        | 1973  |

## Ehemalige Naturdenkmäler
| Foto |                 | Name                                      | ID       | Standort                                                        | Beschreibung | Fläche | Datum      |
| ---- | --------------- | ----------------------------------------- | -------- | --------------------------------------------------------------- | --- | ------ | ---------- |
| 0    | Datei hochladen | Linde am Dorfplatz                        | ND_7_03  | Amlach KG: Amlach                                               | Die freistehende Winterlinde besitzt eine über 30 Meter hohe Krone und steht im Dorfzentrum von Amlach in einem Park. Die Ausweisung als Naturdenkmal wurde widerrufen. |        | 1962       |
| 0 BW | Datei hochladen | Linde am Dorfplatz                        | NDW_7_18 | Amlach KG: Amlach Standort                                      | Die Linde wurde durch einen Blitzschlag bzw. Brand zerstört, weshalb die Ausweisung als Naturdenkmal widerrufen wurde. Der rund vier Meter hohe Stammrest wurde mit einem Dach versehen. |        | 16.06.1964 |
| 0 BW | Datei hochladen | Defregger-Lärche                          | NDW_7_39 | Iselsberg-Stronach KG: Iselsberg GrStNr: 528/3 Standort         | Die uralte Lärche steht an der alten Glocknerstraße auf einer Höhe von 1200 m ü. A. Mit einer Höhe von mehr als 35 m ragt sie weit über den danebenstehenden Kiefernwald hinaus. Die untersten Äste wurden um 1955 zur Absicherung der Straße abgeschnitten, die Stammbasis wurde untermauert. 2012 wurde der Schutz widerrufen. Die Lärche wurde nach dem in Stronach geborenen Franz von Defregger benannt, der gerne unter ihr gemalt hatte. |        | 1991       |
| 0 BW | Datei hochladen | Lärche in der Friedhofsmauer in Hollbruck | NDW_7_20 | Kartitsch, bei Hollbruck 10 KG: Hollbruck GrStNr: 1549 Standort | Dieser Baum musste im Jahr 2013 gefällt werden, da sein Stamm von innen heraus zu faulen begonnen hatte, und die akute Gefahr bestand, dass er umfallen könnte. |        | 1964       |
| 1    | Datei hochladen | Linde in Alt-Debant                       | NDW_7_48 | Nußdorf-Debant KG: Obernußdorf Standort                         | Die zweistämmige Winterlinde am Ortsrand von Debant hat eine Höhe von rund 25 m und einen Kronendurchmesser von 15 m. Wie viele ältere Linden ist sie mit Misteln bewachsen. Die zweite ursprünglich zum Naturdenkmal gehörende Linde wurde bereits gefällt. Die Erklärung zum Naturdenkmal wurde 2017 widerrufen. |        | 1996       |
| 0 BW | Datei hochladen | Dorflinde                                 | NDW_7_13 | Schlaiten KG: Schlaiten Standort                                | Die Sommerlinde befindet sich auf einem kleinen Platz an der Dorfstraße von Schlaiten. Die rund 15 Meter hohe Linde ist reich verzweigt, wobei die ausladenden Äste mehrfach gekappt wurden. Die Erklärung zum Naturdenkmal wurde 2012 widerrufen. |        | 1962       |

| Foto:                    | Fotografie des Naturdenkmals. Klicken des Fotos erzeugt eine vergrößerte Ansicht. Daneben finden sich zwei Symbole: \| Weitere Bilder vorhanden \| Das Symbol bedeutet, dass weitere Fotos des Objekts verfügbar sind. Durch Klicken des Symbols werden sie angezeigt. \| \| Eigenes Foto hochladen \| Durch Klicken des Symbols können weitere Fotos des Objekts in das Medienarchiv Wikimedia Commons hochgeladen werden. \| |
| Name:                    | Bezeichnung des Naturdenkmals laut offiziellen Quellen |
| ID                       | Identifikator |
| Standort:                | Es ist die Gemeinde und falls vorhanden die Adresse angegeben. Darunter sind die Katastralgemeinde (KG) und die Grundstücksnummer angeführt. Durch Aufruf des Links Standort wird die Lage des Denkmals in verschiedenen Kartenprojekten angezeigt. |
| Beschreibung             | Kurze Beschreibung des Naturdenkmals |
| Fläche                   | Fläche des Naturdenkmals in Hektar (ha) |
| Datum                    | Datum oder Jahr der Unterschutzstellung |
| Weitere Bilder vorhanden | Das Symbol bedeutet, dass weitere Fotos des Objekts verfügbar sind. Durch Klicken des Symbols werden sie angezeigt. |
| Eigenes Foto hochladen   | Durch Klicken des Symbols können weitere Fotos des Objekts in das Medienarchiv Wikimedia Commons hochgeladen werden. |